# Leo Randolph
Leonard „Leo” Randolph (ur. 27 lutego 1958 w Tacoma) – amerykański bokser wagi muszej, mistrz olimpijski z Montrealu (1976), zawodowy mistrz świata organizacji WBA (1980).
Był zawodnikiem Tacoma Boys Club. W 1976 został mistrzem Stanów Zjednoczonych w wadze muszej. W drugiej połowie lipca tego samego roku uczestniczył w igrzyskach olimpijskich w Montrealu. Zwyciężył najpierw Togijczyka Massoudiego Samatou (walkower), następnie Rumuna Constantina Gruiescu, zaś w kolejnej rundzie Irlandczyka Davida Larmoura. W półfinale wygrał z Leszkiem Błażyńskim, natomiast w walce finałowej pokonał Kubańczyka Ramóna Duvalóna, zostając mistrzem olimpijskim.
W latach 1978–1980 stoczył 19 walk na zawodowym ringu. Wygrał 17 z nich, w tym dziewięć przez nokaut. 4 maja 1980 roku zwyciężył poprzez TKO Kolumbijczyka Ricardo Cardonę, zostając mistrzem świata organizacji WBA. Tytuł utracił 9 sierpnia, w wyniku porażki z Argentyńczykiem Sergio Palamą. Była to również jego ostatnia walka w karierze.